# Departamento Norte (Haití)
El departamento Norte (en francés: département du Nord; y en criollo haitiano: depatman Nò) es uno de los diez departamentos de Haití. Tiene un área de 2.106 km² y una población de 872.200 habitantes (2002). Su capital es Cabo Haitiano.
El departamento se divide en 7 distritos o arrondissements:

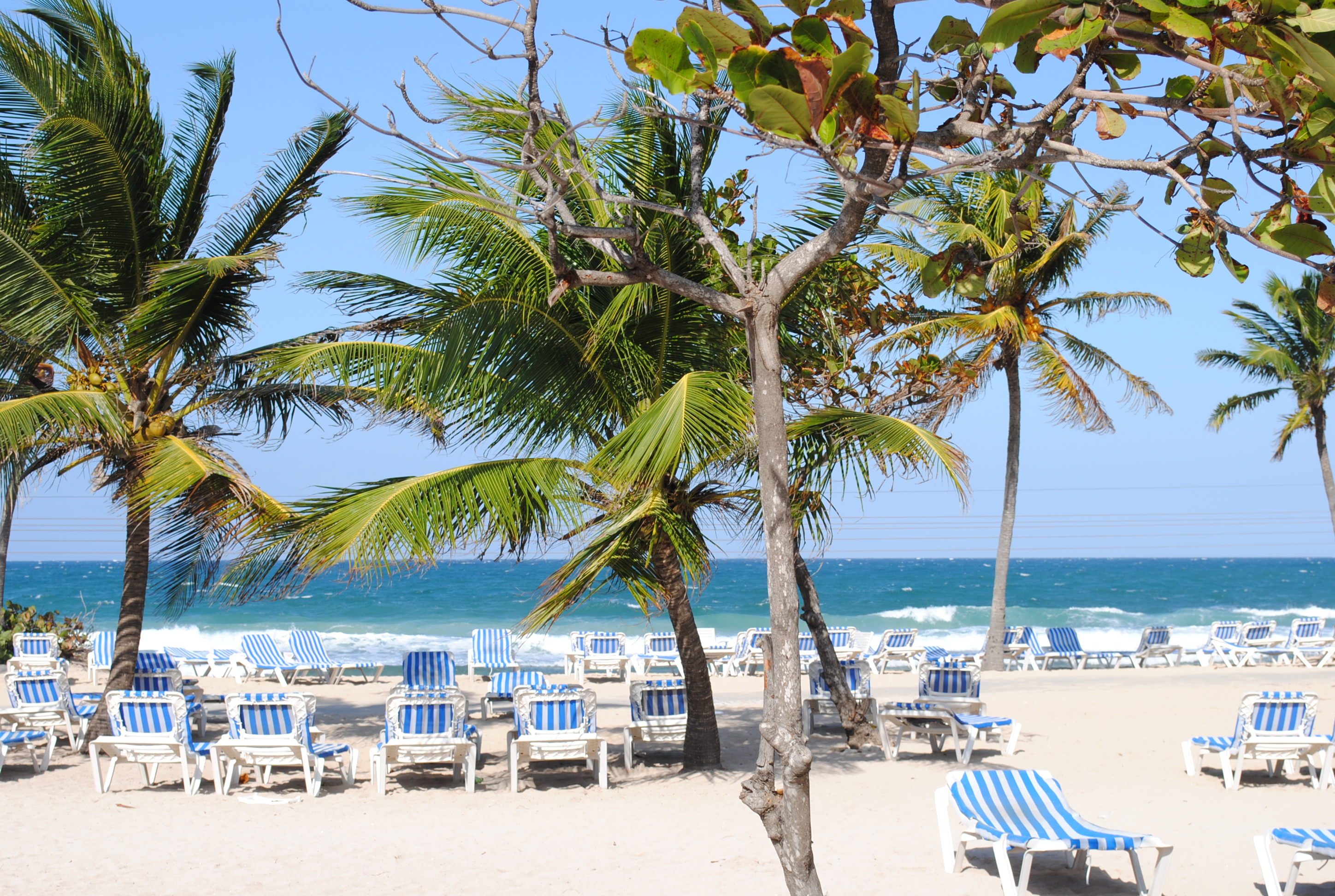
Playa en el Departamento Norte

1. Acul-du-Nord
2. Borgne
3. Cabo Haitiano
4. Grande-Rivière-du-Nord
5. Limbé
6. Plaisance
7. San Rafael de la Angostura

## Comunas
El departamento Norte posee 19 municipios:
- Acul-du-Nord
- Bahon
- Bas-Limbé
- Borgne
- Cabo Haitiano
- Dondon
- Grande-Rivière-du-Nord
- La Victoria
- Limbé
- Limonada
- Milot
- Pignon
- Pilate
- Plaine-du-Nord
- Plaisance
- Port-Margot
- Quartier-Morin
- Ranquitte
- San Rafael de la Angostura